# Ezüstmúzeum (Firenze)
A firenzei Ezüstmúzeum (Museo degli argenti) a Pitti-palota épületében kapott helyet. A 19. század második felében létrejött múzeum túlnyomórészt a Mediciek kincstárából származó ékszereket, ezüstöket és más kincseket mutat be a palota belső, északi szárnyának az udvarról elérhető földszintjén, a Mediciek úgynevezett nyári lakosztályaiban (14 terem), és a félemeletén (13 terem), de későbbi korokból származó műremekek is megtekinthetők benne, sőt az utolsó terem a modern ékszerművészet kiemelkedő alkotásait mutatja be.

## Gyűjteményei
A földszinti második teremben találhatók a legrégebbi tárgyak, amelyek egy részét még Lorenzo de’ Medici, közkeletű nevén Lorenzo il Magnifico szerezte be, köztük antik római, szasszanida és velencei vázák, amelyekhez több esetben finom ezüst betéteket készítettek a 15. században. A gyűjtemény egyik legértékesebb darabja egy ébenfából készült iratszekrény féldrágakő berakásokkal. Ez Augsburgban készült és Lipót tiroli főherceg vásárolta meg 1628-ban, majd sógorának, Ferdinando II de' Medici nagyhercegnek ajándékozta annak innsbrucki látogatása alkalmával. 
A földszinten van a keleti porcelánok gyűjteménye is, több mint 1000 darabbal, többnyire a Mediciek tulajdonából, de a kollekció nemrégiben nemrég gazdagodott a 127 darabos Scalabrino-gyűjteménnyel, ami ritka minőségű 17. és 18. századi darabokat tartalmaz.
A földszinti rész harmadik terme volt egykor a tulajdonképpeni bejárat: a kocsik ez előtt álltak meg az udvaron, és itt léptek be a nagyurak a termekbe. Ezt a fogadószobát Agostino Mitelli és Angelo Michele Colonna freskói díszítik 1641-ből. A falfestmények mind a Medici család dicsőségét hirdetik. Az akkor uralkodó Ferdinando II de' Medici négy ősének mellszobrai is itt láthatók. A mennyezeti freskó maga Ferdinando II-t ábrázolja felhőn ülve, allegorikus alakokkal körülvéve. Az egyik földszinti teremben állították ki a nagyherceg felesége, Vittoria Della Rovere féldrágakövekből készült mellszobrát is.

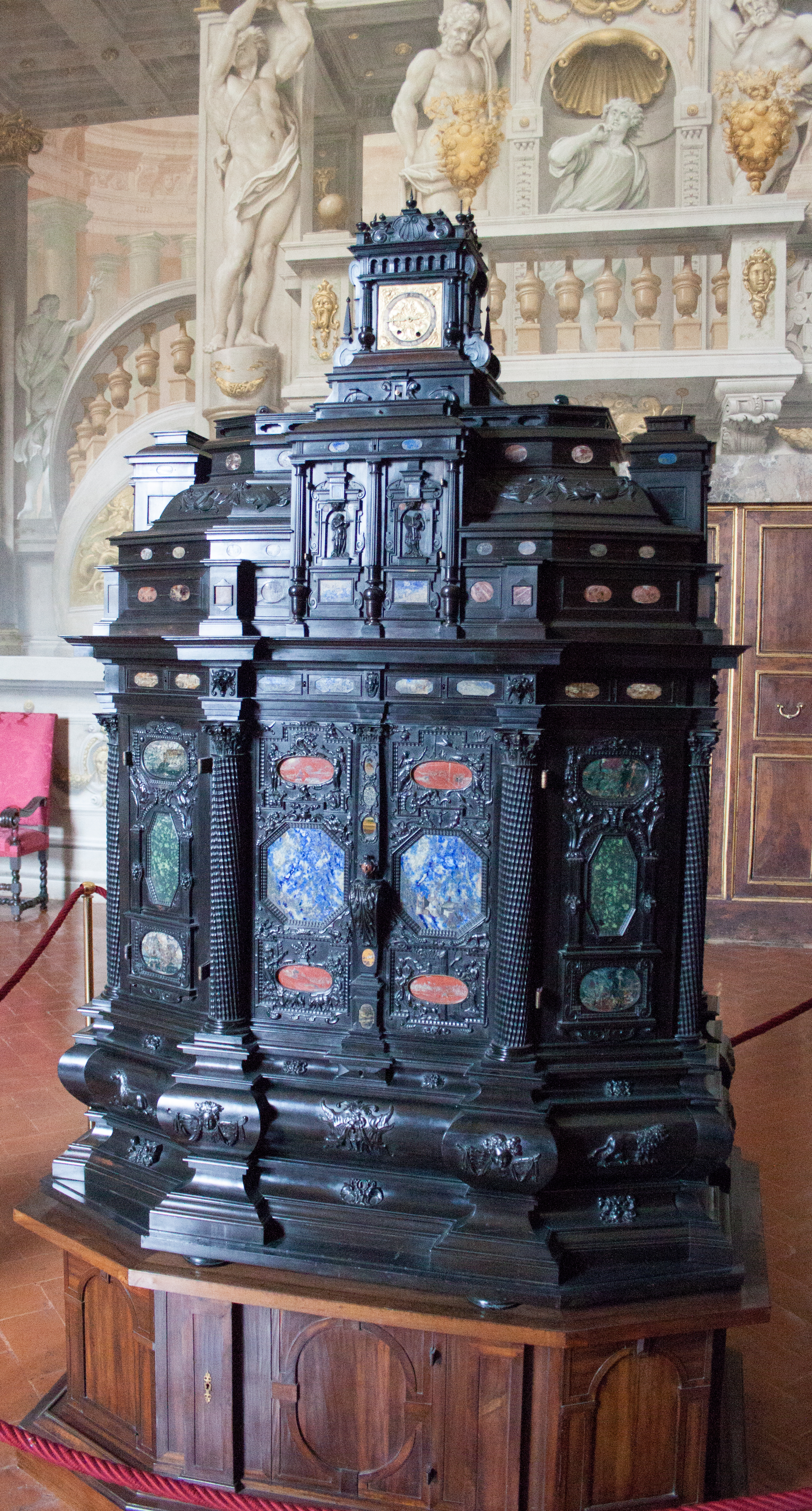
Ébenfa iratszekrény
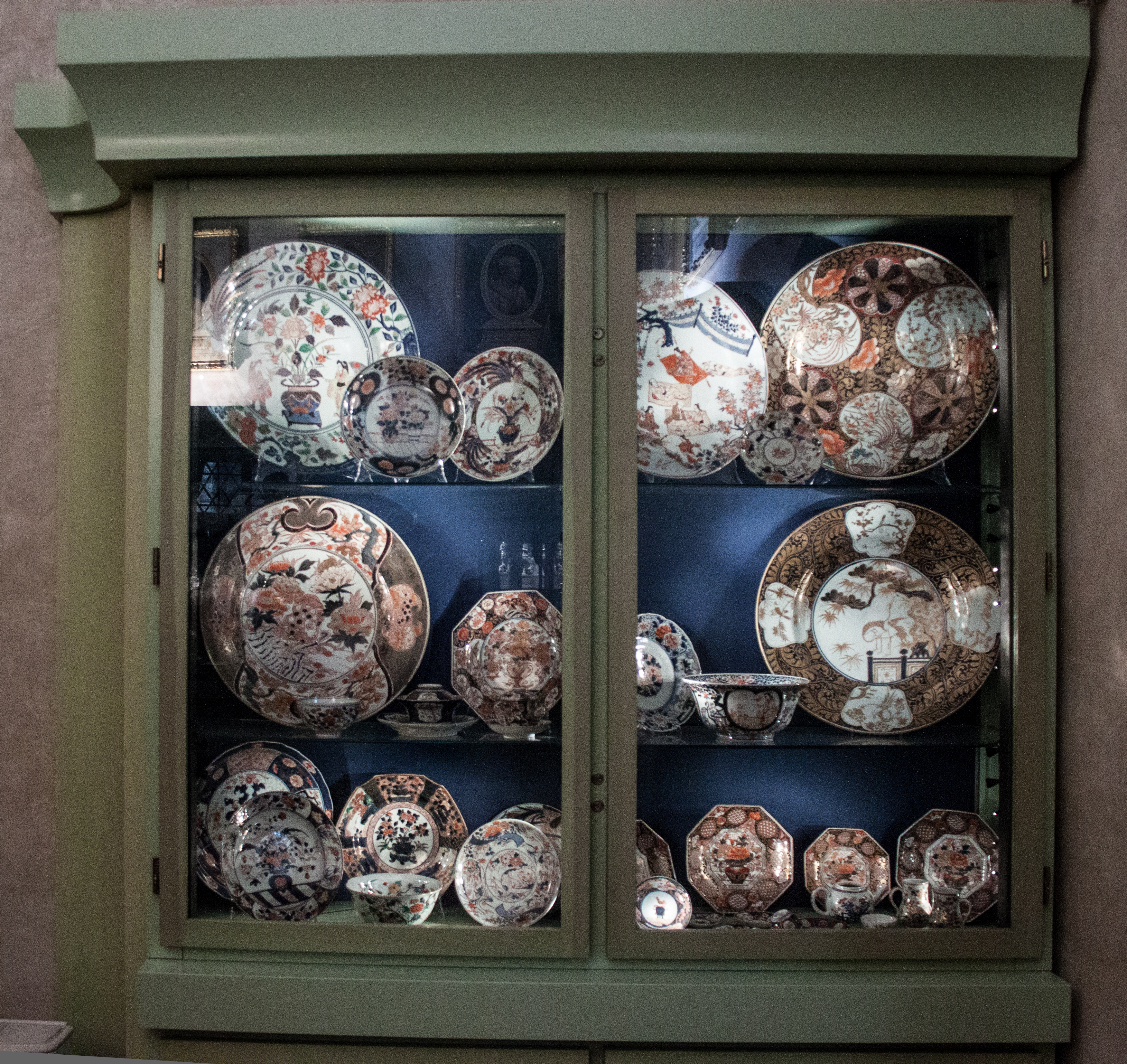
Porcelánok tárlója
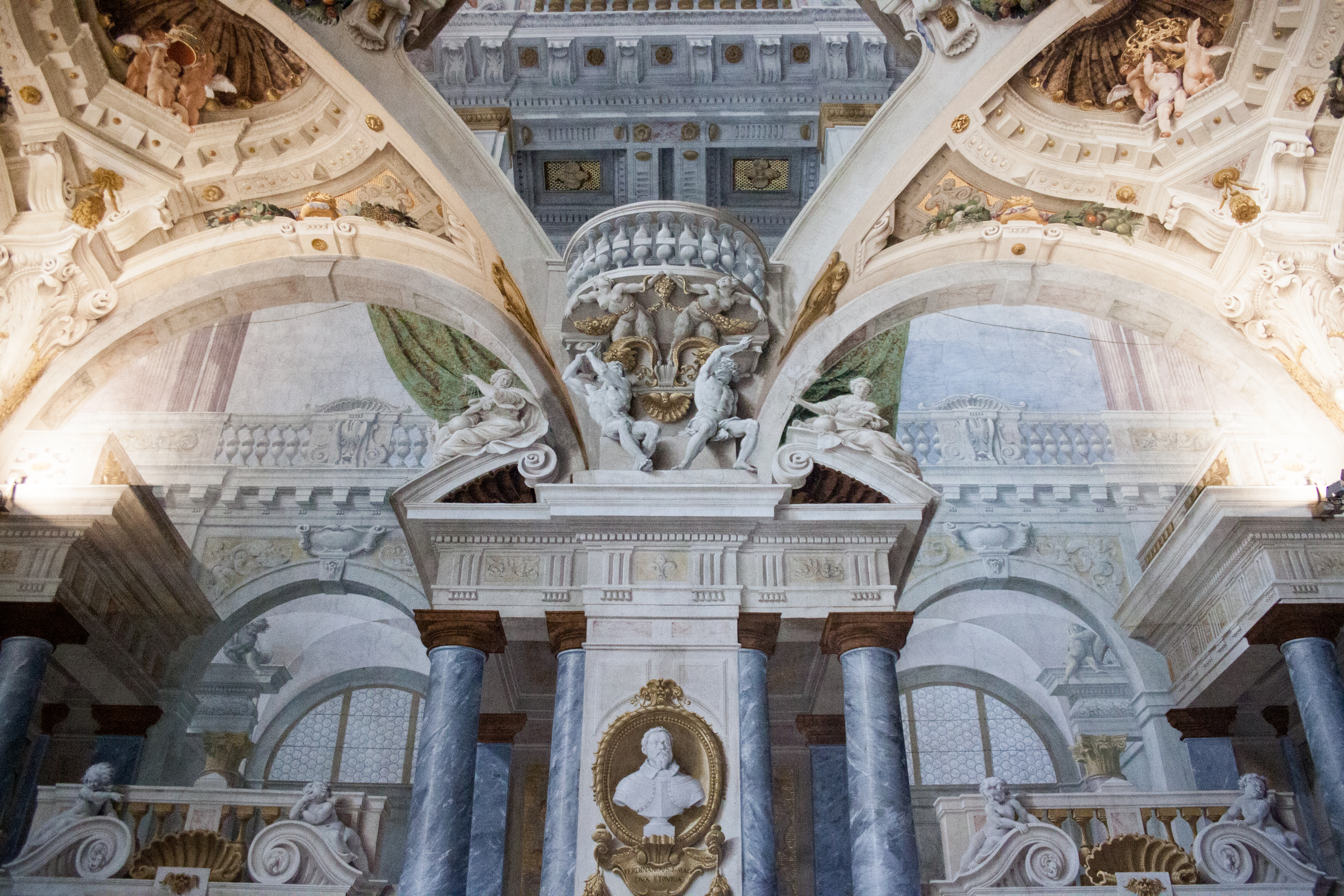
A harmadik terem, az „előszoba” dekorációjának részlete
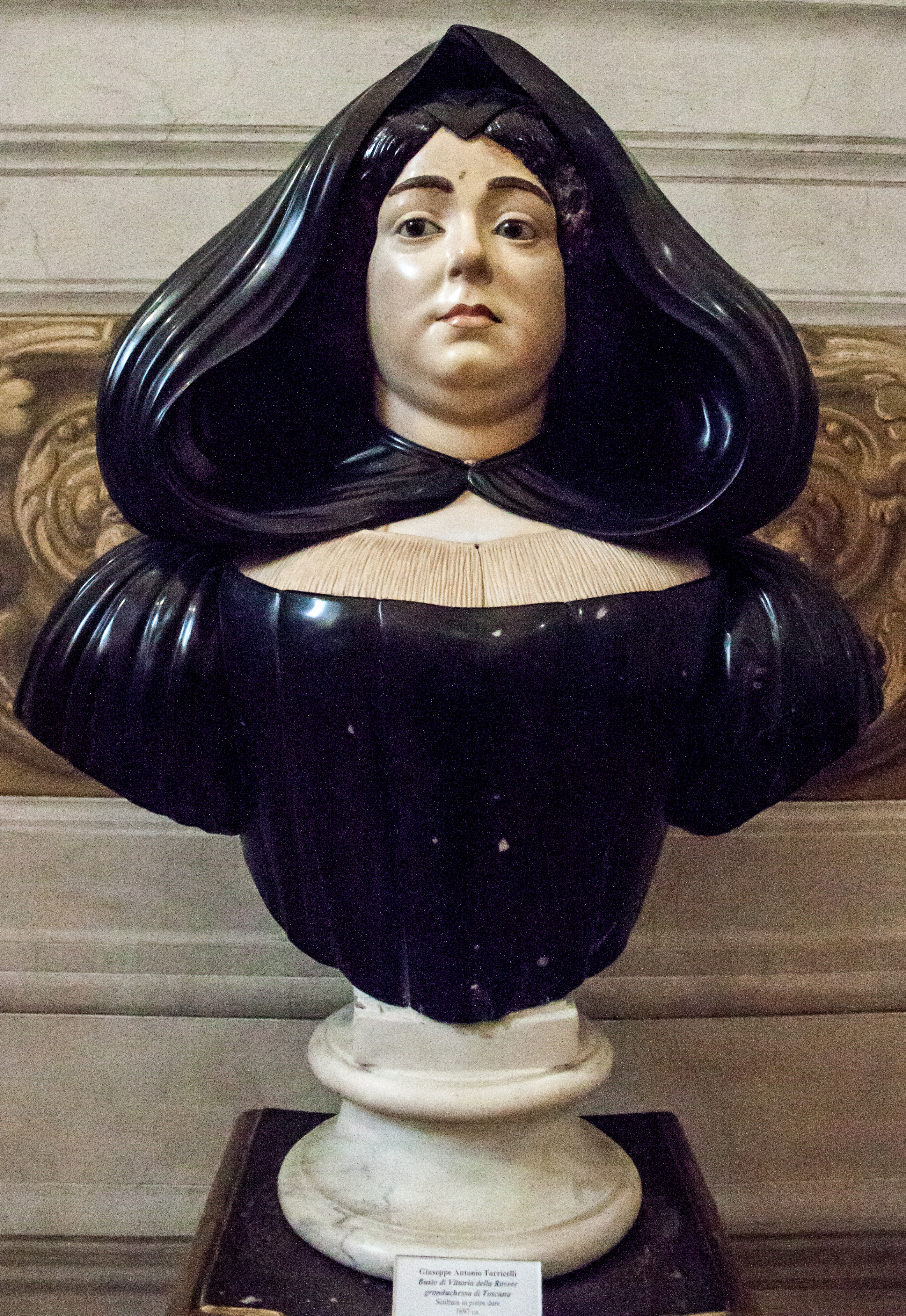
Vittoria Della Rovere nagyhercegné féldrágakövekből faragott szobra

Az alacsonyabb belmagasságú félemeleti termekben helyezték el az ékszereket és más kisebb méretű dísztárgyak gyűjteményeit.

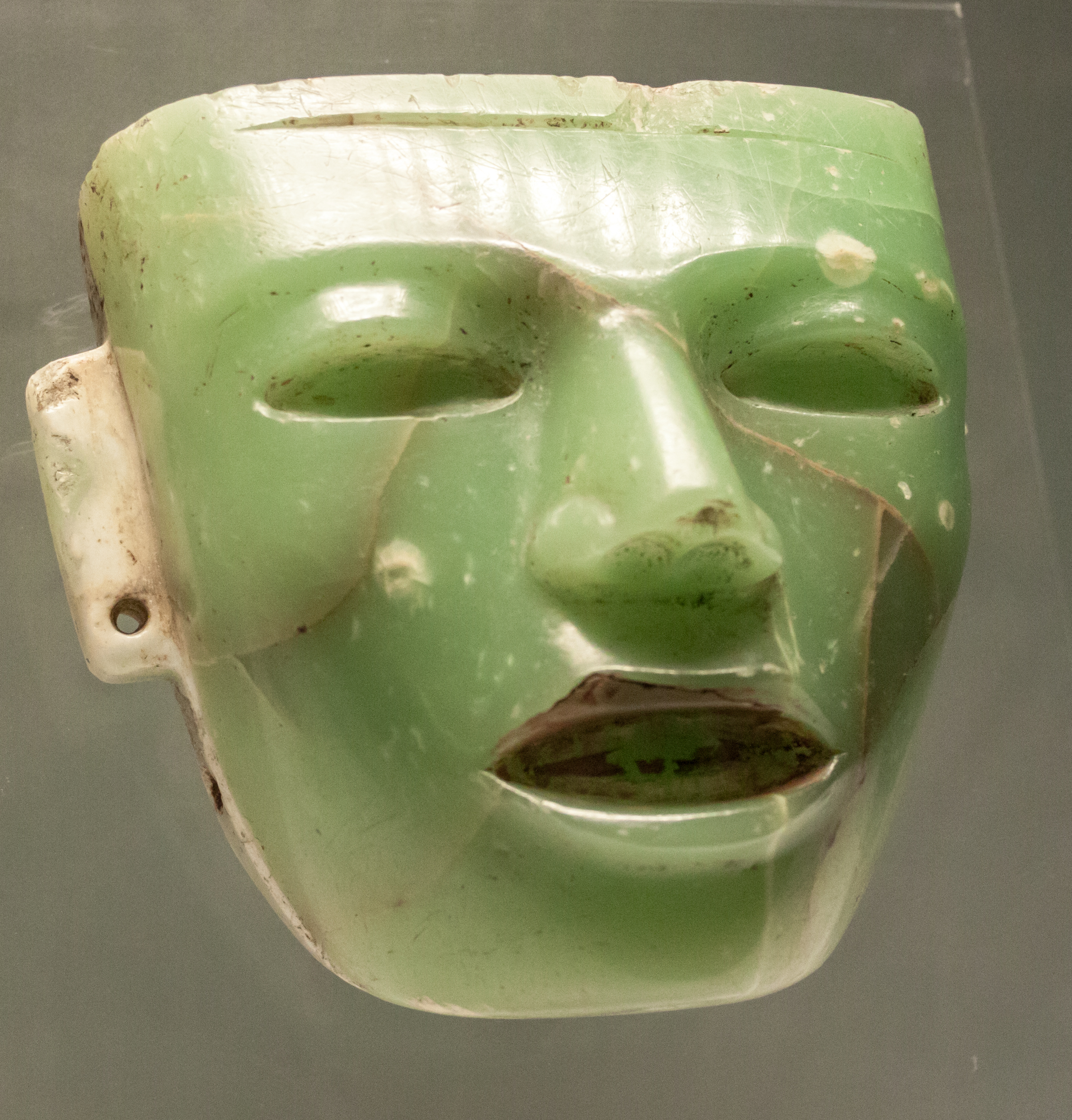
Teotihuacani jáde maszk
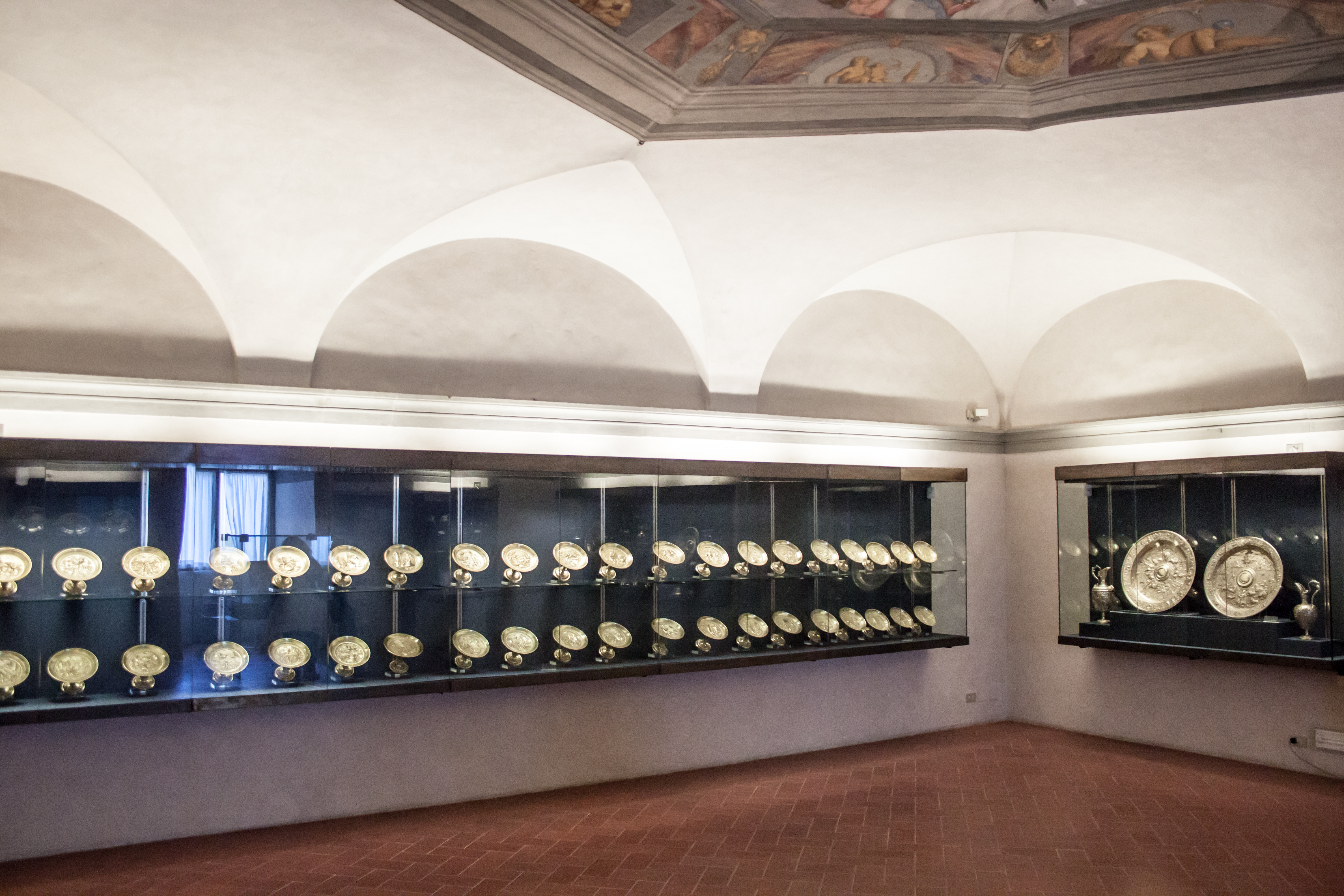
Ezüsttálak
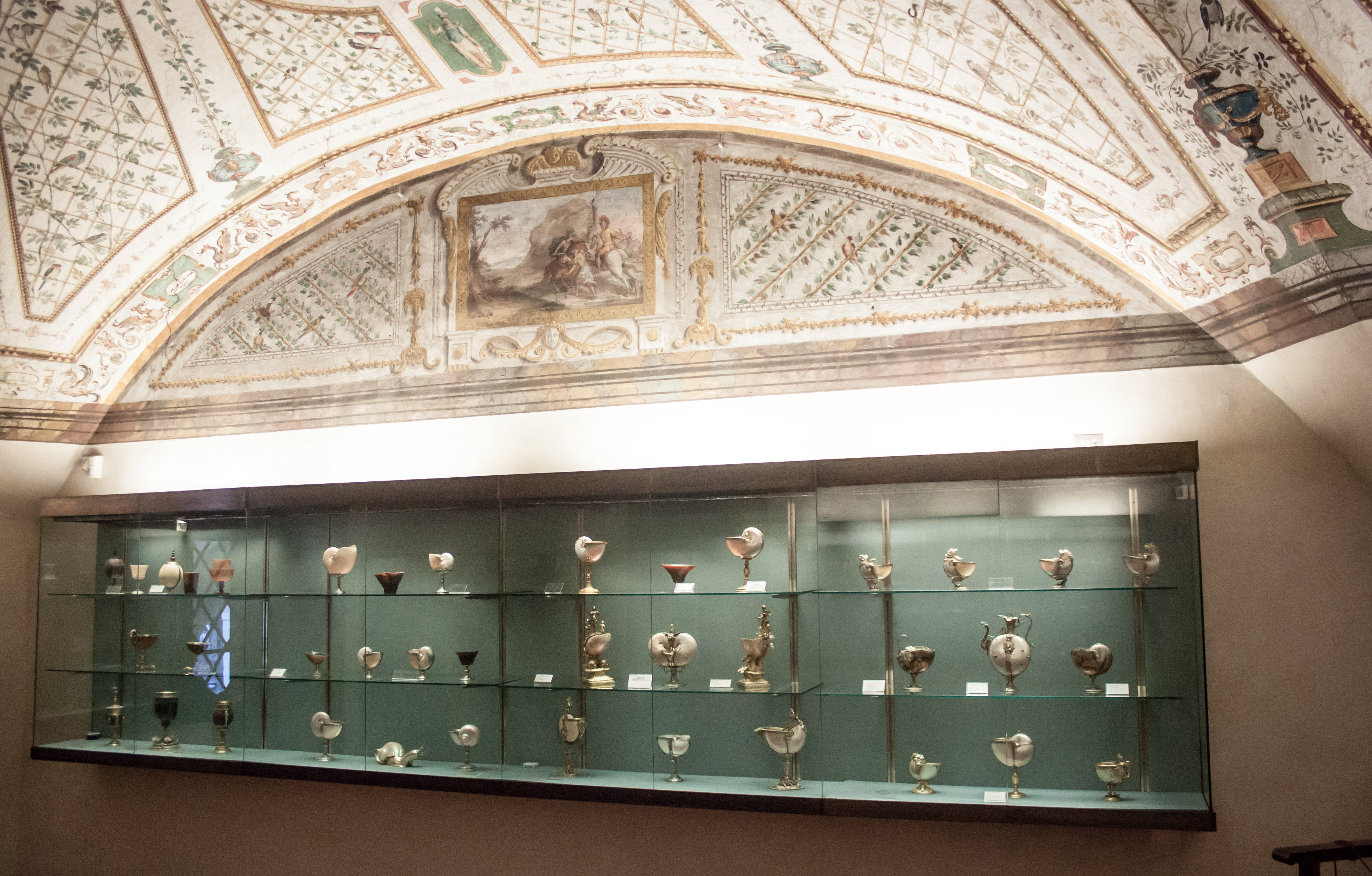
Dísztárgyak
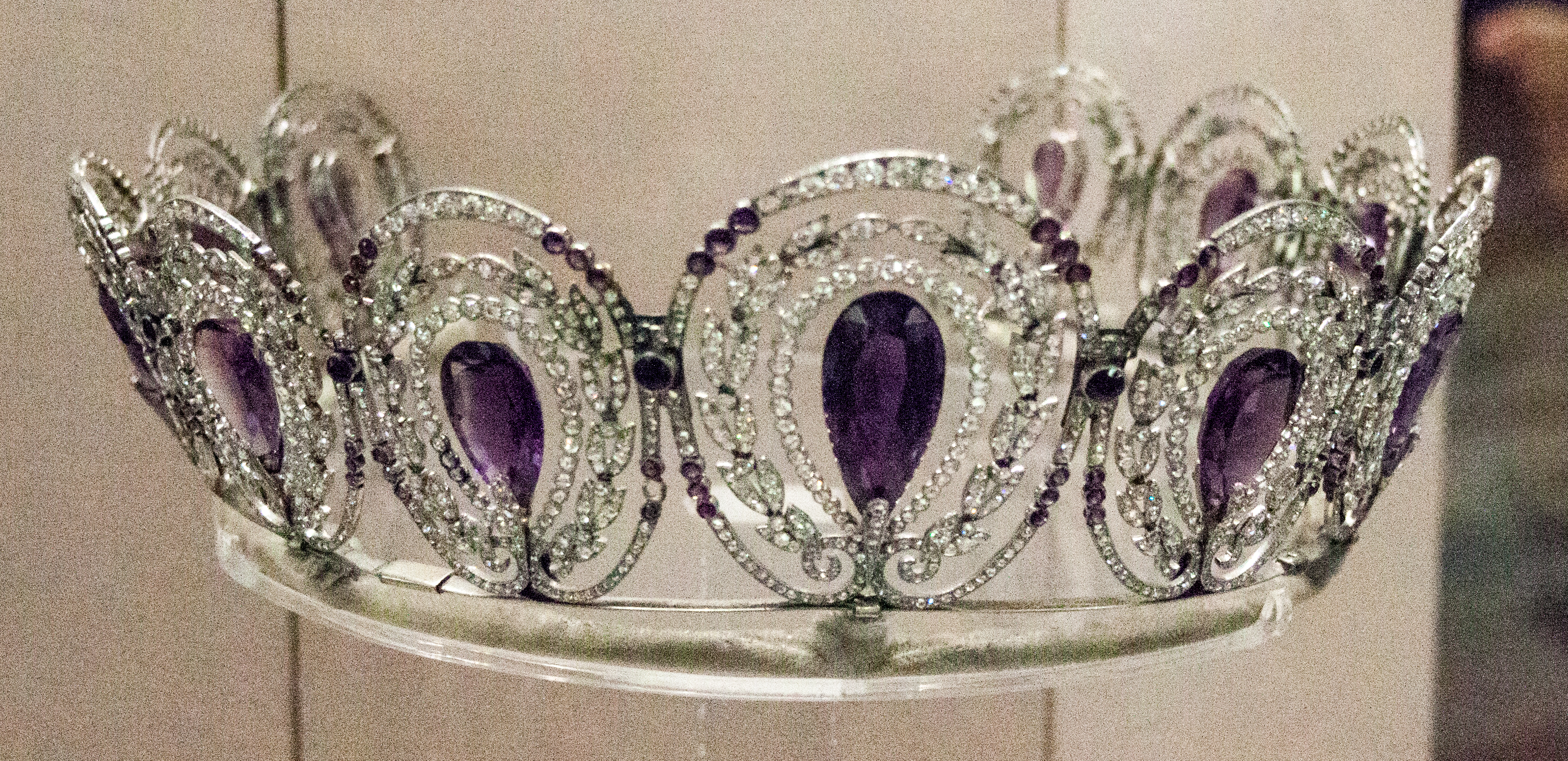
Diadém: briliánsok és ametiszt-kövek platina vázon

## Fordítás
Ez a szócikk részben vagy egészben a Museo degli argenti című olasz Wikipédia-szócikk ezen változatának fordításán alapul.  Az eredeti cikk szerkesztőit annak laptörténete sorolja fel. Ez a jelzés csupán a megfogalmazás eredetét és a szerzői jogokat jelzi, nem szolgál a cikkben szereplő információk forrásmegjelöléseként.